# إنريكي دي لا موتا
إنريكي دي لا موتا (بالإسبانية: Enrique González de la Mata Villalba)‏ هو لاعب كرة قدم إسباني في مركز الوسط، ولد في 8 يوليو 1984 في مالقة في إسبانيا. لعب مع ريال جيان وكولتورال ليونيسا ونادي غيخيليو ونادي ليناريس ونادي مليلية.

## وصلات خارجية
- إنريكي دي لا موتا على موقع Soccerway.com (الإنجليزية)
- إنريكي دي لا موتا على موقع AS.com (الإسبانية)